# Campeonato Catarinense Série C 2021
In 2021 werd het achttiende  Campeonato Catarinense Série C gespeeld, het derde niveau voor voetbalclubs uit Braziliaanse staat Santa Catarina. De competitie werd georganiseerd door de FCF en werd gespeeld van 25 september tot 28 november. Blumenau werd kampioen. 

## Eerste fase
| Plaats | Club                | Wed. | W | G | V | Saldo | Ptn. |
| ------ | ------------------- | ---- | - | - | - | ----- | ---- |
| 1.     | Caravaggio          | 8    | 7 | 0 | 1 | 21:8  | 21   |
| 2.     | Blumenau            | 8    | 6 | 1 | 1 | 16:5  | 19   |
| 3.     | Atlético Itajaí     | 8    | 6 | 0 | 2 | 21:9  | 18   |
| 4.     | Imbituba            | 8    | 3 | 2 | 3 | 9:9   | 11   |
| 5.     | NEC                 | 8    | 3 | 0 | 5 | 14:19 | 9    |
| 6.     | Pedra Branca        | 8    | 2 | 2 | 4 | 9:15  | 8    |
| 7.     | Porto               | 8    | 2 | 1 | 5 | 10:15 | 7    |
| 8.     | Atlético Batistense | 8    | 2 | 0 | 6 | 6:14  | 6    |
| 9.     | Jaraguá             | 8    | 2 | 0 | 6 | 8:20  | 6    |

|  | Geplaatst voor finale + promotie |

## Finale
Heen
|                   |                |       |            |                                                                            |
| 24 november 15:30 | Blumenau       | 1 – 0 | Caravaggio | Ervin Blaese, Indaial Toeschouwers: 92 Scheidsrechter: Franciel dos Santos |
| 24 november 15:30 | Thiaguinho 62' |       |            | Ervin Blaese, Indaial Toeschouwers: 92 Scheidsrechter: Franciel dos Santos |

Terug
|                   |            |       |          |                                                                                          |
| 28 november 16:00 | Caravaggio | 0 – 0 | Blumenau | Estádio Heriberto Hülse, Criciúma Toeschouwers: 1913 Scheidsrechter: Júlio César Pfleger |
| 28 november 16:00 |            |       |          | Estádio Heriberto Hülse, Criciúma Toeschouwers: 1913 Scheidsrechter: Júlio César Pfleger |

### Kampioen
| Campeonato Catarinense de 2021 - Série C |
| Santa Catarina                           |
| ---------------------------------------- |
| BLUMENAU Kampioen (2° titel)             |